# 마르완 이사
마르완 이사(Marwan Issa, 본명: 마르완 압델 카림 알리 이사, Marwan Abdel Karim Ali Issa, 1965년 ~ 2024년 3월 10일)는 팔레스타인 무장세력으로 하마스 군부대인 알 알카삼 여단의 부사령관이었다.
이사는 1965년 가자 지구의 부레지 난민 캠프에서 태어났다. 가자 이슬람 대학교에서 교육을 받았으며 알부레지 서비스 클럽(Al-Bureij Services Club)에서 농구를 했다. 그의 스포츠 야망은 1987년 하마스와의 연루로 인해 이스라엘 점령에 반대하는 1차 인티파다 동안 체포된 후 끝났다. 이후 1997년부터 2000년까지 팔레스타인 당국에 의해 구금되었다가 제2차 인티파다가 발발한 후 석방되었다. 이사의 장남은 이집트에서 치료를 받기 위해 가자지구 입국이 거부된 후 9세였던 2009년 사망했고, 또 다른 아들은 2023년 가자지구에서 이스라엘의 공습으로 사망했다.
가자 지구 중앙 난민 수용소의 카삼 여단의 수장이 되어 군사 시스템 개발에 중심적인 역할을 했으며 모하메드 데이프에게 보고했다. 2019년 미국, 2023년 유럽연합의 테러 감시 명단에 올랐다. 이사는 2023년 이스라엘에 대한 하마스 공격을 계획하는 데 중요한 역할을 했다. 2024년 3월 17일, 이스라엘-하마스 전쟁 중 누세이라트에서 이스라엘의 공습으로 그가 사망했다는 언론 보도가 나왔다.